# Орек, Брюс
Брюс Орек (англ. Bruce J. Oreck; 3 января 1953, Нью-Йорк, Нью-Йорк, США) — американский дипломат; Чрезвычайный и Полномочный Посол США в Финляндии (2009—2015).

## Биография
Получил степень бакалавра искусств в университете Джонса Хопкинса, степень доктора права в университете штата Луизианы, а также магистра права в области налогообложения Нью-Йоркского университета. Работал в качестве партнёра в юридической фирме в Новом Орлеане занимающейся вопросами нефтяной и газовой промышленности. В 1992 году основал свою собственную фирму «Oreck, Crighton, Adams & Chase».
С 10 сентября 2009 по июль 2015 года был Чрезвычайным и Полномочным послом США в Финляндии, а после окончания дипломатических полномочий остался в Финляндии, где имеет собственное жильё в центре Хельсинки и преподаёт в университете Аалто.
В ноябре 2017 года выразил желание купить комплекс старых промышленных зданий Konepaja в столичном районе Валлила, находящихся в настоящий момент во владении государственной железнодорожной компании VR. После покупки экс-посол планирует создать в комплексе деловой и развлекательный центр, учитывающий потребности жителей района.
Автор нескольких книг по налогообложению. Являлся одним из основных участников компании по президентским выборам Барака Обамы.